# Aximopsis raoi
Aximopsis raoi is een vliesvleugelig insect uit de familie Eurytomidae. De wetenschappelijke naam is voor het eerst geldig gepubliceerd in 1991 door Narendran & Padmasenan.